# Proprietate
Proprietatea desemnează acele lucruri care sunt recunoscute ca fiind în posesia unei persoane sau a unui grup. Atunci când se vorbește despre conceptul de proprietate se face o distincție între bunuri private și bunuri publice. Conceptul de proprietate descrie pe de o parte relația dintre o persoană și un obiect, pe de altă parte reprezintă o relație socială între persoane bazată pe mecanisme sociale de reglementare a drepturilor de proprietate.

## Criterii de clasificare
Există diferite criterii de iubire a proprietății.
- Un prim criteriu ar fi acela al naturii obiectului deținut de proprietar[1]. Astfel putem vorbi despre un obiect propriu-zis; o resursă, o informație , o abilitate individuală.În studiul sistemelor socio-economice elementul central este identificarea persoanelor care dețin mijloacele de producție necesare pentru producerea de bunuri și servicii.
- Al doilea criteriu de clasificare privește titlul proprietarului. Proprietarul poate fi o persoană fizică, o persoană juridică, sau o organizație, instituție de stat.
- Un alt criteriu este cel al drepturilor proprietarului asupra obiectului deținut:

1. dreptul la venitul rezidual[2]: proprietarul are dreptul de a beneficia de pe urma venitului generat de proprietatea sa; există posibilitatea ca proprietarului sa îi fie impuse și unele responsabilități sau obligații financiare ca urmare a faptului că beneficiază de acest venit; dreptul de a dispune de venitul rezidual atrage o motivație spontană pentru proprietar: utilizarea bună a obiectului aflat în proprietate va determina o maximizare a venitului rezidual produs care se află la dispoziția proprietarului;[3]
2. dreptul de înstrăinare sau transferare: proprietarul are dreptul de a-și vinde proprieatea,de a o înstrăina, de a o închiria, de a o face cadou sau de a o lăsa moștenire; acest tip de drept determină o motivație spontană pentru proprietar :acesta are interesul de a spori valoarea proprietății sale, fie că a obținut-o prin achiziție, fie că a primit-o moștenire;
3. dreptul de control: proprietarul are dreptul de a lua decizii cu privire la activitatea productivă propriu-zisă , și are dreptul de a delega aceste decizii altor persoane;

- Un al patrulea criteriu de clasificare este acela al deciziei asupra căror constrângeri proprietarul trebuie să le facă față în exercitarea dreptului de proprietate.
- Ultimul criteriu este acela al distincției dintre drepturile nominale de proprietate prevăzute în documentele legale și drepturile reale de proprietate.[4]

## Vezi și
- Proprietate (dezambiguizare)
- Drept de proprietate
- Fondul Proprietatea
- Proprietate intelectuală
- Proprietate privată